# Kanton Schœlcher-2
Kanton Schœlcher-2 (francouzsky Canton de Schœlcher-2) byl francouzský kanton v departementu Martinik v regionu Martinik. Tvořila ho část obce Schœlcher. Zrušen byl v roce 2015.